# ذهن‌های جنایتکار
ذهن‌های جنایتکار (به انگلیسی: Criminal Minds) یک مجموعه تلویزیونی پلیسی-درام آمریکایی است که پخش آن از ۲۲ سپتامبر ۲۰۰۵ در شبکهٔ تلویزیونی سی‌بی‌اس آغاز شده‌است.
در ۱۸ می ۲۰۱۱، سی‌بی‌اس ساخت فصل هفتم را تمدید کرد که در ۲۱ سپتامبر ۲۰۱۱ پخش خواهد شد.

## عرضهٔ دی‌وی‌دی
| دی‌وی‌دی         | تعداد قسمت | تاریخ عرضه                | تاریخ عرضه                              | تاریخ عرضه                                |
| دی‌وی‌دی         | تعداد قسمت | منطقهٔ ۱ (آمریکا و کانادا) | منطقهٔ ۲ (اروپای غربی، خاورمیانه و ژاپن) | منطقهٔ ۴ (مکزیک، آمریکای جنوبی، اقیانوسیه) |
| -------------- | ---------- | ------------------------- | --------------------------------------- | ----------------------------------------- |
| فصل نخست کامل  | ۲۲         | ۲۸ نوامبر ۲۰۰۶            | ۱۲ فوریهٔ ۲۰۰۷                           | ۱۸ آوریل ۲۰۰۷                             |
| فصل دوم کامل   | ۲۳         | ۲ اکتبر ۲۰۰۷              | ۵ می ۲۰۰۸                               | ۵ می ۲۰۰۸                                 |
| فصل سوم کامل   | ۲۰         | ۱۸ سپتامبر ۲۰۰۸           | ۲ آوریل ۲۰۰۹                            | ۱۸ مارس ۲۰۰۹                              |
| فصل چهارم کامل | ۲۶         | ۸ سپتامبر ۲۰۰۹            | ۱۰ مارس ۲۰۱۰                            | ۱۰ مارس ۲۰۱۰                              |
| فصل پنجم کامل  | ۲۳         | ۷ سپتامبر ۲۰۱۰            | ۲۸ فوریهٔ ۲۰۱۱                           | ۲ مارس ۲۰۱۱                               |
| فصل ششم کامل   | ۲۴         | ۶ سپتامبر ۲۰۱۱            |                                         |                                           |

## بینندگان
| فصل | زمان پخش (آمریکا)   | آغاز فصل        | پایان فصل  | سال       | رتبه | بینندگان (در میلیون) |
| --- | ------------------- | --------------- | ---------- | --------- | ---- | -------------------- |
| ۱   | چهارشنبه‌ها ۰۹:۰۰ شب | ۲۲ سپتامبر ۲۰۰۵ | ۱۰ می ۲۰۰۶ | ۲۰۰۵–۲۰۰۶ | #۲۸  | ۱۲٬۶۳                |
| ۲   | چهارشنبه‌ها ۰۹:۰۰ شب | ۲۰ سپتامبر ۲۰۰۶ | ۱۶ می ۲۰۰۷ | ۲۰۰۶–۲۰۰۷ | #۲۴  | ۱۴٬۰۵                |
| ۳   | چهارشنبه‌ها ۰۹:۰۰ شب | ۲۶ سپتامبر ۲۰۰۷ | ۲۱ می ۲۰۰۸ | ۲۰۰۷–۲۰۰۸ | #۲۴  | ۱۲٬۷۸                |
| ۴   | چهارشنبه‌ها ۰۹:۰۰ شب | ۲۴ سپتامبر ۲۰۰۸ | ۲۰ می ۲۰۰۹ | ۲۰۰۸–۲۰۰۹ | #۱۱  | ۱۴٬۹۵                |
| ۵   | چهارشنبه‌ها ۰۹:۰۰ شب | ۲۳ سپتامبر ۲۰۰۹ | ۲۶ می ۲۰۰۶ | ۲۰۰۹–۲۰۱۰ | #۱۶  | ۱۳٬۷۰                |
| ۶   | چهارشنبه‌ها ۰۹:۰۰ شب | ۲۲ سپتامبر ۲۰۱۰ | ۱۸ می ۲۰۱۱ | ۲۰۱۰–۲۰۱۱ | #۱۰  | ۱۴٬۱۱                |
| ۷   | چهارشنبه‌ها ۰۹:۰۰ شب | ۲۱ سپتامبر ۲۰۱۱ | ۲۰۱۲       | ۲۰۱۱–۲۰۱۲ |      |                      |

مجموعه ذهن‌های جنایتکار شنبه، دوشنبه، چهارشنبه ساعت ۸:۳۰ به وقت ایران از شبکه پرشین استار
سرپرست گویندگان و مدیر دوبلاژ بهروز تقوایی
.